# Honoré II. (Monaco)

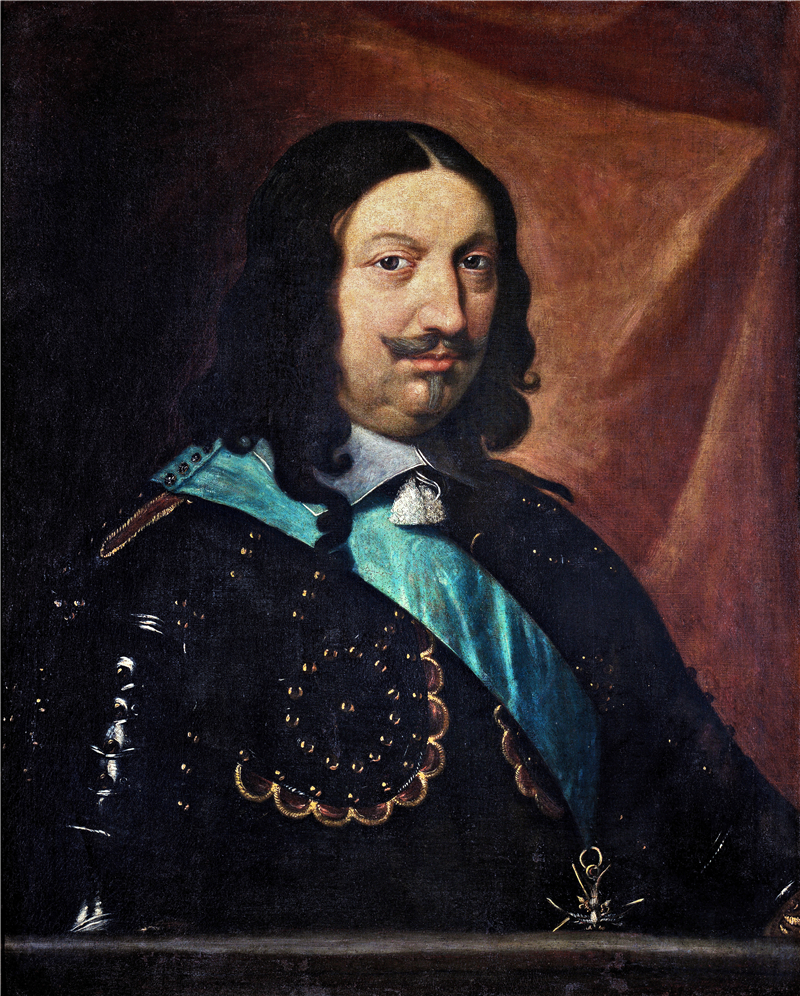
Honoré II.

Honoré II. von Monaco (* 24. Dezember 1597; † 10. Januar 1662) aus der Familie der Grimaldi war von 1604 bis 1662 Herr und später Fürst von Monaco.

## Leben
Honoré war der Sohn von Hercule von Monaco und einer Prinzessin aus dem italienischen Geschlecht der Landi. Bereits im Alter von sieben Jahren wurde er mit dem Tod seines Vaters am 21. November 1604 von der „Universität“ (Rat von Monaco) als dessen Nachfolger bestätigt. Die Vormundschaft übernahm sein Onkel mütterlicherseits Federico Landi, Fürst von Valdetare. 
Federico Landi, der ein enger Freund Spaniens war, verschaffte Spanien 1605 die Vorherrschaft in Monaco. In Monaco wurde eine spanische Garnison installiert; den Monegassen wurde das Tragen von Waffen untersagt. Der Erbe und eigentliche Herrscher Honoré wurde mit seinen Schwestern von seinem Vormund nach Mailand mitgenommen.
Im Jahr 1607 versuchte der Rat Monacos, eine Änderung der Besatzung durch die Spanier zu erreichen. Die Spanier griffen jedoch durch und hielten Monaco noch bis 1614 besetzt.
Vor der Hochzeit begann Honoré, der Herr von Monaco, auf Geheiß seines Onkels Federico Landi, sich zum Fürsten zu erklären. Ab 1612 erscheint im Briefwechsel mit den Spaniern der selbsterteilte Titel „Fürst und Gebieter“. Die offizielle Anerkennung dieses Titels sollte allerdings noch einige Zeit dauern. 
Honoré musste im Februar 1616 die Schwester von Federicos Schwager, Hippolyte Trivulce heiraten. Somit waren auch zwischen den Grimaldi und der lombardischen Aristokratie feste Verbindungen geknüpft. 
Im Jahr 1633 erkannte der Hof von Madrid offiziell den Fürstentitel Monacos an. Honoré war somit der erste Fürst von Monaco. Zugleich erhielt Monaco das Recht, eigene Münzen zu prägen – ein Recht, das bis heute Bestand hat. Die erste Währung war der silberne Talaro. Die von Honoré gegründete Münzprägerei wurde das erste Staatssymbol Monacos.
Honoré begann nun mehr und mehr, die Besatzung durch die Spanier zu kritisieren und anzugreifen. Er knüpfte engere Verbindungen zu Frankreich und fand bei Ludwig XIII. durchaus Gehör. Allerdings verhinderten zunächst die politischen Umstände, die Pläne in die Tat umzusetzen. Im Jahr 1641 verheiratete Honoré seinen Sohn mit entfernten Verwandten der spanischen Krone. Zugleich verhandelte er jedoch mit den Franzosen. Das Ergebnis war der am 8. Juli 1641 geschlossene Vertrag von Péronne, der jede französische Einmischung in Regierung oder Justiz Monacos untersagte. Einzig der Leutnant der Garnison wurde mit Billigung des Fürsten von Frankreich ernannt. Honoré und seine Nachfolger blieben „bis in alle Ewigkeit“ Gouverneure von Monaco, Roquebrune und Menton. Durch einen Handstreich entledigte sich Honoré nun der spanischen Besatzung: Die Soldaten wurden nach einem fingierten Prozess zu einem Festessen ins Schloss geladen. Die berauschten Soldaten wurden dann überwältigt und als Gefangene nach Spanien geschickt. Zugleich entsandte Frankreich Soldaten, um den französischen Schutz für Monaco zu demonstrieren. Damit endete die Besatzung durch Spanien, die fast ein Jahrhundert gewährt hatte. 1642 erhielt Honoré von Frankreich den Titel eines Herzogs von Valentinois.
Honoré verlor durch sein Vorgehen seine Gebiete in Spanien sowie teilweise in Italien, z. B. die Campagna. Als Ersatz erhielt er von Frankreich das Marquistum Les Baux. Fortan tragen alle Fürsten von Monaco auch den Titel des Marquis von Les Baux.
Für Monaco begann damit eine absolute Monarchie nach französischem Vorbild. Das bisher noch mit einiger Macht ausgestattete Volksparlament wurde immer seltener einberufen, schließlich nur noch zum Beginn jeder neuen Regierungszeit eines Fürsten. 
Honoré starb im Januar 1662. Sein Nachfolger wurde sein Enkelsohn Louis I.